# Піпін Герістальський

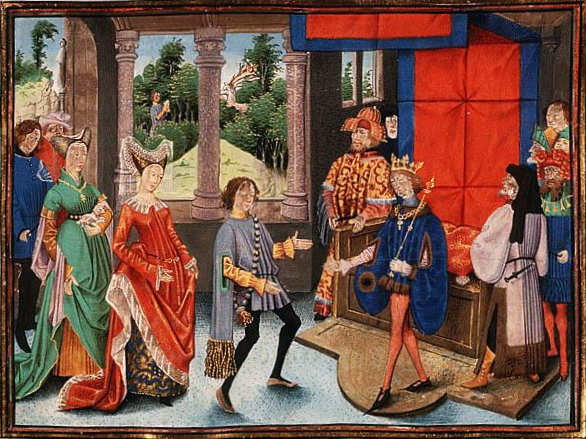
Піпін (праворуч) отримує омаж святого Губерта.

Піпін Герістальський(фр. Pépin de Herstal, бл. 635 – 16 грудня 714) — державний діяч Франкського королівства, де-факто його правитель, мажордом Австразії з 680 року до смерті. Його називають також Другим або Середнім, щоб відрізнити від Піпіна Ланденського (Старого) та Піпіна III (Короткого). Підкоривши всі королівства франків він прийняв титул герцога та принца (Dux et princept).
Піпін був сином впливового магната Ансегіселя, онуком Піпіна Ланденського. Він намагався зробити свою родину наймогутнішою в державі франків. Така нагода випала, коли 680 року він отримав призначення на посаду мажордома Австразії. Після цього почалася низка війн, яка розширила його владу. 687 року він об'єднав усі франкські королівства, звоювавши Нейстрію та Бургундію. Він підкорив також алеманів, фризів та франконців. За нього почався процес навернення до християнства німецьких земель. 
Авторитет королів з династії Меровінгів за часів Піпіна зовсім зменшився. Право родини Піпіна на правління не ставилося під сумнів. Тому він зміг самочинно призначити своїм спадкоєцем онука Теодобальда. Але з цим не згодився його син Карл Мартел, через що після смерті Піпіна в державі спалахнула війна.

## Життя
Піпін вочевидь народився в місті Герсталь (тепер Ерсталь у Бельгії). Його батьками були Бегга, донька Піпіна Ланденського та Ансегісель, син Арнульфа Мецького. Сам Піпін був дідом першого короля з династії Каролінгів Піпіна III та прадідом Карла Великого. 

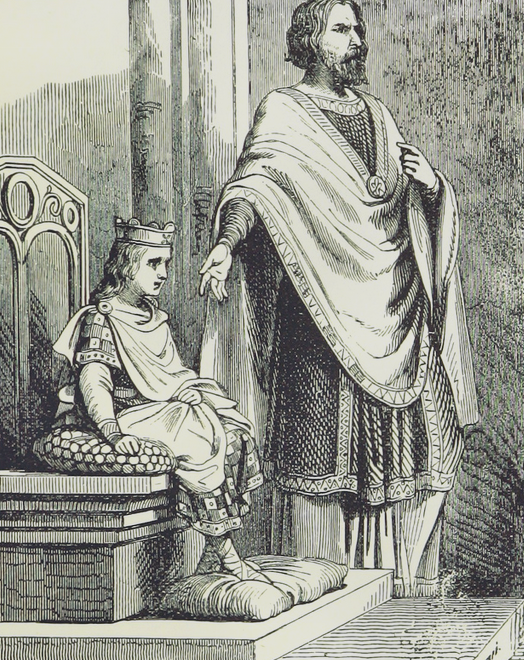
Король Хлодвіг III та Піпін Герістальський.

Коли Піпін став мажордомом Австразії, він разом із герцогом Лаона Мартіном боровся проти мажордома Нейстрії Еброїна, який прагнув до підкорення всіх земель франків. Еброїн розбив австразійці під Лаоном і був близький до своєї мети, але в 681 році його вбили — ворогів у нього вистачало. Піпін негайно уклав мир з новим мажордомом Нейстрії Вараттоном. 
Наступник Вараттона Бертар та король Нейстрії Теодоріх II, який з 679 року був номінальним королем усіх франків, знову пішли на Австразію. Піпін розбив їх у битві при Тертрі 687 року. Бертар та Теодоріх відступили до Парижа, а Пепін пішов за ними слідом й домігся миру за умови відсторонення Бертара. Пепін став мажордомом усіх трьох франкських королівств і став називати себе герцогом франків. Бертар вбив свою тещу Ансфлед і втік. Його дружина Анструда вийшла заміж за старшого сина Піпіна герцога Шампані Дрого. Вплив Піпіна в Нейстрії було забезпечено. 

Упродовж наступних кількох років Пепін розширив межі королівства, підкоривши алеманів, фризів та франконців. 695 року він віддав Дрого посаду мажордома Бургундії, а іншого сина, Грімоальда, посадив у Нейстрії.
Піпін помер у похилому віці 714 року.

## Діти та боротьба за спадщину
Десь у 670 Піпін одружився з Плектрудою, яка мала значні маєтки в районі Мозеля. Вона народила двох синів: Драго та Грімоальда. Обидва померли раніше від батька. Його коханка, а, можливо, й друга дружина, Альпайда або Хальпайда народила ще двох синів, Карла (Мартела) та Хільдебранда. Плектруда переконала Піпіна перед смертю позбавити спадщини синів Альпайди на користь онука Теодоальда, сина Грімоальда. Після смерті Піпіна його з Плектрудою внуки вважали себе законними спадкоємцями й намагалися зберегти за собою посади мажордомів, але з цим не згодився син Піпіна та Альпайди Карл Мартел. Він був популярним серед австразійської молоді завдяки своїй доблесті на полі бою й здатності забезпечувати їх військовими трофеями. Попри намагання Плектруди змусити Карла поступитися (вона навіть ув'язнила його), саме він став після трирічної війни єдиним мажордомом франкських королівств і де-факто правителем  держави франків. 